# Hexaptilona
Hexaptilona este un gen de muște din familia Tephritidae.

Cladograma conform Catalogue of Life:
| Hexaptilona | \| \| Hexaptilona hexacinioides \| \| \| \| \| \| Hexaptilona palpata \| \| \| \| |
|             | \| \| Hexaptilona hexacinioides \| \| \| \| \| \| Hexaptilona palpata \| \| \| \| |
|             | Hexaptilona hexacinioides                                                         |
|             |                                                                                   |
|             | Hexaptilona palpata                                                               |
|             |                                                                                   |